# Questão dos adiantamentos

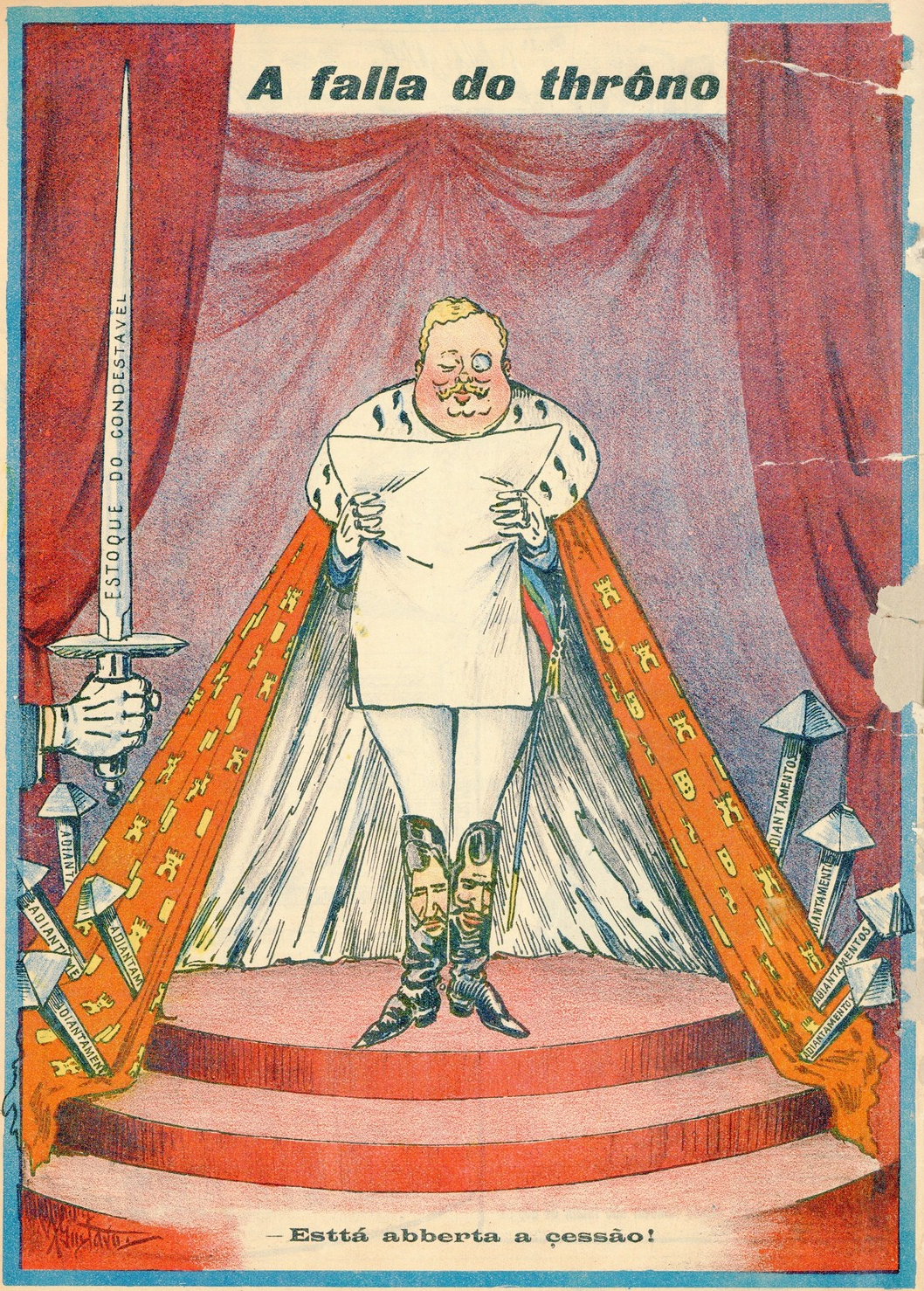
Caricatura de D. Carlos, alusiva à questão dos adiantamentos, por Gustavo Bordalo Pinheiro, publicada nA Paródia em Janeiro de 1907

A Questão dos Adiantamentos foi uma polémica instaurada nos últimos anos da monarquia portuguesa que envolvia a Família Real e cujo aproveitamento pelos adversários republicanos do regime muito contribuiu para o desgaste das instituições aos olhos da opinião pública.
Como a despesa da Casa Real ultrapassava a verba que lhe era atribuída, e que não era alterada desde o reinado de D. João VI, os vários ministros da Fazenda foram, ao longo dos anos, concedendo adiantamentos e abonos em dinheiro que, à margem da lei e das Cortes, iam cobrindo os gastos reais.
Este procedimento prolongava-se já desde o reinado de D. Pedro V e manteve-se até ao de D. Carlos I, fazendo com que a Casa Real acumulasse enormes dívidas ao Estado. A situação complicava-se pelo facto de que o Estado devia, por vezes, dinheiro à família real, de rendimentos de propriedades que pertenciam à Casa Real. Além disso chegavam a ser incluídos nos adiantamentos despezas de representação relativas aos vários chefes de estado estrangeiros que se deslocaram oficialmente a Portugal no reinado de D. Carlos.
João Franco, enquanto chefe do governo, trouxe a questão ao parlamento, admitindo que o Ministério da Fazenda procedia, de há muito, a «adiantamentos» de somas avultadas aos membros da família real. Como a família real nunca tivesse regularizado integralmente essas dívidas, que representavam soma muito avultada, embora nunca apurada com rigor, o governo pretendia agora, por um lado, aumentar a lista civil do rei de 100 para 190 contos e, por outro, proceder a um acerto de contas que passava, designadamente, pelo não pagamento pelo Estado de rendas referentes a prédios pertencentes à coroa e à venda ao Estado do iate real D. Amélia. 
As consequências foram desastrosas, destacando-se a virulência dos ataques republicanos, que exigiam a abdicação do rei, quando João Franco, afinal, pretendia essencialmente liquidar politicamente os partidos do rotativismo, autores dos adiantamentos ilegais, ao mesmo tempo que visava “regularizar” o passivo, estabelecendo novas regras para o futuro. A crescente contestação ao governo mesmo no parlamento levou a que o Rei decidisse singrar pela via da ditadura administrativa, dissolvendo o parlamento mas sem marcar logo novas eleições.
Foi neste contexto que, passado algum tempo, e contra o conselho de D. Carlos ("não se apaga fogo lançando-lhe lenha"), João Franco reaviva a questão dos adiantamentos (as dívidas da casa Real ao Estado), que antes dissera ter que ser resolvida no Parlamento, mas que agora o faz sem ele. Especula-se (Rui Ramos), que visava prender o apoio do rei, dado que este já havia recusado antes dar a ditadura a Hintze ou a José Luciano, e não podia ter certeza do contínuo apoio do monarca, do qual dependia inteiramente a sua posição. O primeiro-ministro resolveu a questão dos adiantamentos da seguinte maneira: fez sair um decreto (30 de Agosto de 1907) pelo qual anulou as dívidas da Casa Real para com o tesouro público através de um encontro de contas: Por um lado, reduziu para 777.775$000 os abonos em débito da Casa Real, que saldou com o incorporamento do iate D. Amélia na Marinha de Guerra (a que atribuíu o valor de 306.000$00) e com a cessão ao Estado dos bens do Estado na posse da Casa Real (no valor atribuído de 465.775$00) – com esta medida, num passe contabilístico, o rei já não devia nada ao Estado… ao mesmo tempo que ficava provado que Hintze Ribeiro e Luciano de Castro haviam mentido ao negarem os adiantamentos que haviam sido feitos no tempo dos respectivos governos. Por outro lado, João Franco ainda aumentou a lista civil em 160 contos anuais. Mas, com esta solução, feita sem o parlamento a funcionar, pelo que João Franco acabou por se contradizer, já que antes havia dito que só no parlamento se podia solucionar a questão, tanto o ministro como o rei foram alvo de redobradas criticas, pois mesmo não havendo má fé, a falta de transparência era evidente. 
Isto fez com que a polémica se instaurasse e fosse aproveitada pelos republicanos para atacar as instituições monárquicas, acusando os ministros dos partidos tradicionais de fornecerem dinheiros do Estado ao Rei e de quererem ocultar o facto, e o Rei por aceitar quantias ilegitimas, e João Franco de estar agora a fazer o mesmo.
Após o regicídio e o consequente afastamento de João Franco o parlamento voltou a funcionar, mas desta vez a onda de desaprovação geral, quer no país quer no estrangeiro, face à morte do rei obrigou os republicanos a uma atitude mais passiva e menos contestativa.
Isto permitiu que a Questão dos Adiantamentos pudesse finalmente ser definitivamente resolvida às claras: certos palácios passaram a ser propriedade do Estado, livrando assim a casa real das despesas decorrentes da sua manutenção, enquanto outros foram confirmados como propriedade real; algumas propriedades imobiliárias, bem como o Iate real, passaram a ser propriedade do Estado, como forma de pagamento das dívidas; a Lista Civil, ou seja, o ordenado do rei, foi finalmente aumentado para níveis similares aos de outros monarcas europeus, eliminando a necessidade de novos adiantamentos.
A justeza destas decisões pode ser apreciada pelo facto de que, após a proclamação da República, os palácios nacionalizados foram apenas aqueles que já estavam sob a alçada do Estado, ficando as restantes propriedades como propriedade privada do rei exilado. Este por seu lado, mal chegando a Gibraltar, e ainda antes de saber qual o destino a tomar, tratou de voltar mandar regressar a Lisboa o Iate Real com que partira para o exílio, pois este havia passado a ser propriedade do Estado. Depois de abolida a monarquia, os republicanos decidiram publicar os documentos referentes aos adiantamentos, que consideravam o cúmulo do favorecimento político e a razão oculta da pobreza nacional. Constatou-se então que a maioria se destinava a pagar despesas que hoje seriam consideradas despesas de representação do Estado. 
Mesmo assim, o efeito negativo que o arrastamento da questão teve perdurou por muito mais tempo, fazendo parte da retórica republicana como sinónimo de desvio de fundos públicos associado ao anterior regime, embora o problema fosse mais um factor decorrente da disfuncionalidade parlamentar, que o tardou em resolver, do que uma causa em si.